# جيروم ويبر
جيروم ويبر هو كاهن كاثوليكي كندي، ولد في 14 سبتمبر 1915 في مونستر في كندا، وتوفي بنفس المكان في 4 سبتمبر 2008.